# Darren Lynn Bousman
Darren Lynn Bousman (Overland Park, Kansas, 11 de enero de 1979) es un director de cine estadounidense graduado de la Escuela de Filmes en Full Sail.
En 2004 trabajó en una idea para una película llamada The Desperate llevándola a varios estudios, quienes se quejaron de que la idea era muy violenta y la trama muy sangrienta. James Wan y Leigh Whannell (creadores de la película Saw) captaron la idea y llamaron a Darren el día que se estrenó Saw para preguntarle si estaría dispuesto a reconvertir su idea de The Desperate en Saw 2. Darren rápidamente aceptó, y después de que Wan le hubiera enseñado la metodología de Saw, lo contrataron para que la dirigiera. Saw 2 fue un tremendo éxito y fue aclamada por algunos críticos como mejor que la primera y Darren disfrutó tanto haciéndola que lo contrataron para dirigir la secuela Saw 3, que fue lanzada en cines el 27 de octubre de 2006. Además dirigió Saw 4 y la nueva película de suspenso y musical Repo! The Genetic Opera, protagonizada por Sarah Brightman y Paris Hilton.

## Filmografía

### Films

#### Director
| Título                         | Año  | Director | Escritor | Productor | Notas                                  |
| ------------------------------ | ---- | -------- | -------- | --------- | -------------------------------------- |
| Butterfly Dreams               | 2000 | Sí       | Sí       | No        | Cortometraje                           |
| Identity Lost                  | 2001 | Sí       | Sí       | No        | Debut como director                    |
| Saw II                         | 2005 | Sí       | Sí       | No        |                                        |
| Saw III                        | 2006 | Sí       | No       | No        |                                        |
| Repo! The Genetic Opera        | 2006 | Sí       | No       | No        | Cortometraje                           |
| Saw IV                         | 2007 | Sí       | No       | No        |                                        |
| Repo! The Genetic Opera        | 2008 | Sí       | No       | Ejecutivo | Remake del cortometraje de 2006        |
| Mother's Day                   | 2010 | Sí       | No       | No        |                                        |
| 11-11-11                       | 2011 | Sí       | Sí       | No        |                                        |
| The Devil's Carnival           | 2012 | Sí       | No       | Sí        |                                        |
| The Barrens                    | 2012 | Sí       | Sí       | Sí        |                                        |
| Angelus                        | 2014 | Sí       | Sí       | No        | Realizado para TV                      |
| Tales of Halloween             | 2015 | Sí       | No       | No        | Segmento "The Night Billy Raised Hell" |
| Alleluia! The Devil's Carnival | 2016 | Sí       | No       | No        |                                        |
| Abattoir                       | 2016 | Sí       | Sí       | No        |                                        |
| St. Agatha                     | 2018 | Sí       | No       | No        |                                        |
| Death of Me                    | 2020 | Sí       | No       | No        |                                        |
| Spiral: From the Book of Saw   | 2021 | Sí       | No       | No        |                                        |

#### Productor
| Título      | Año  | Notas               |
| ----------- | ---- | ------------------- |
| SockMonster | 2017 | Cortometraje        |
| Slay Belles | 2018 | Productor ejecutivo |
| Good Girl   | 2018 | Short film          |

### Series de TV
| Título       | Año  | Director | Productor Ejecutivo | Notas                     |
| ------------ | ---- | -------- | ------------------- | ------------------------- |
| Fear Itself  | 2008 | Sí       | No                  | Episodio "New Year's Day" |
| Crow's Blood | 2016 | No       | Sí                  | Miniserie (6 episodios)   |

### Videos musicales
| Artista            | Canción             | Año  | Director | Escritor |
| ------------------ | ------------------- | ---- | -------- | -------- |
| Static-X           | "So"                | 2004 | Sí       | No       |
| Emilie Autumn      | "Fight Like a Girl" | 2013 | Sí       | Sí       |
| RGK & Sabrina Kern | "Alone Land"        | 2017 | Sí       | No       |